# Gran incendio de Meireki

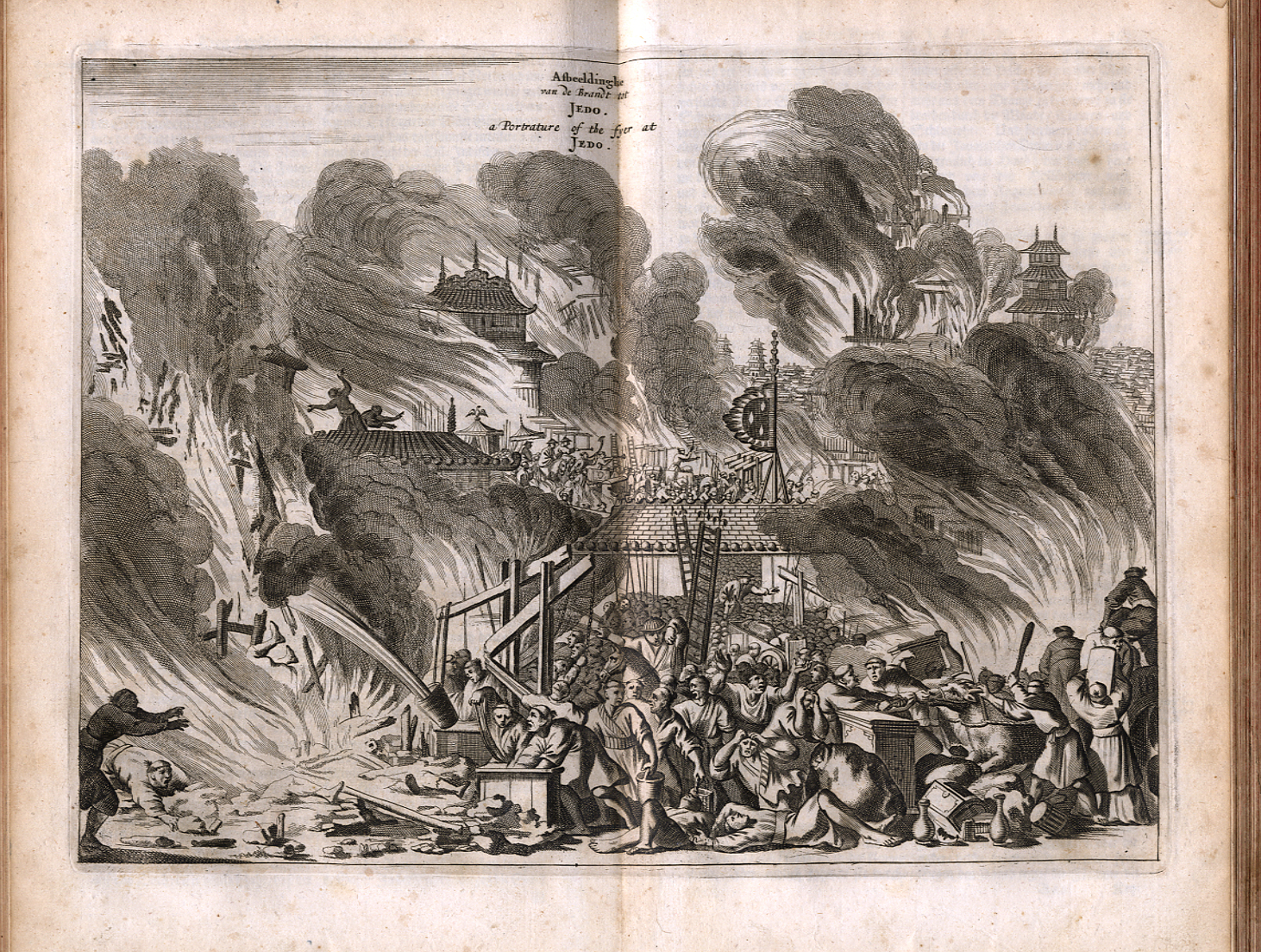
Representación del Gran incendio de Meireki, 1669.

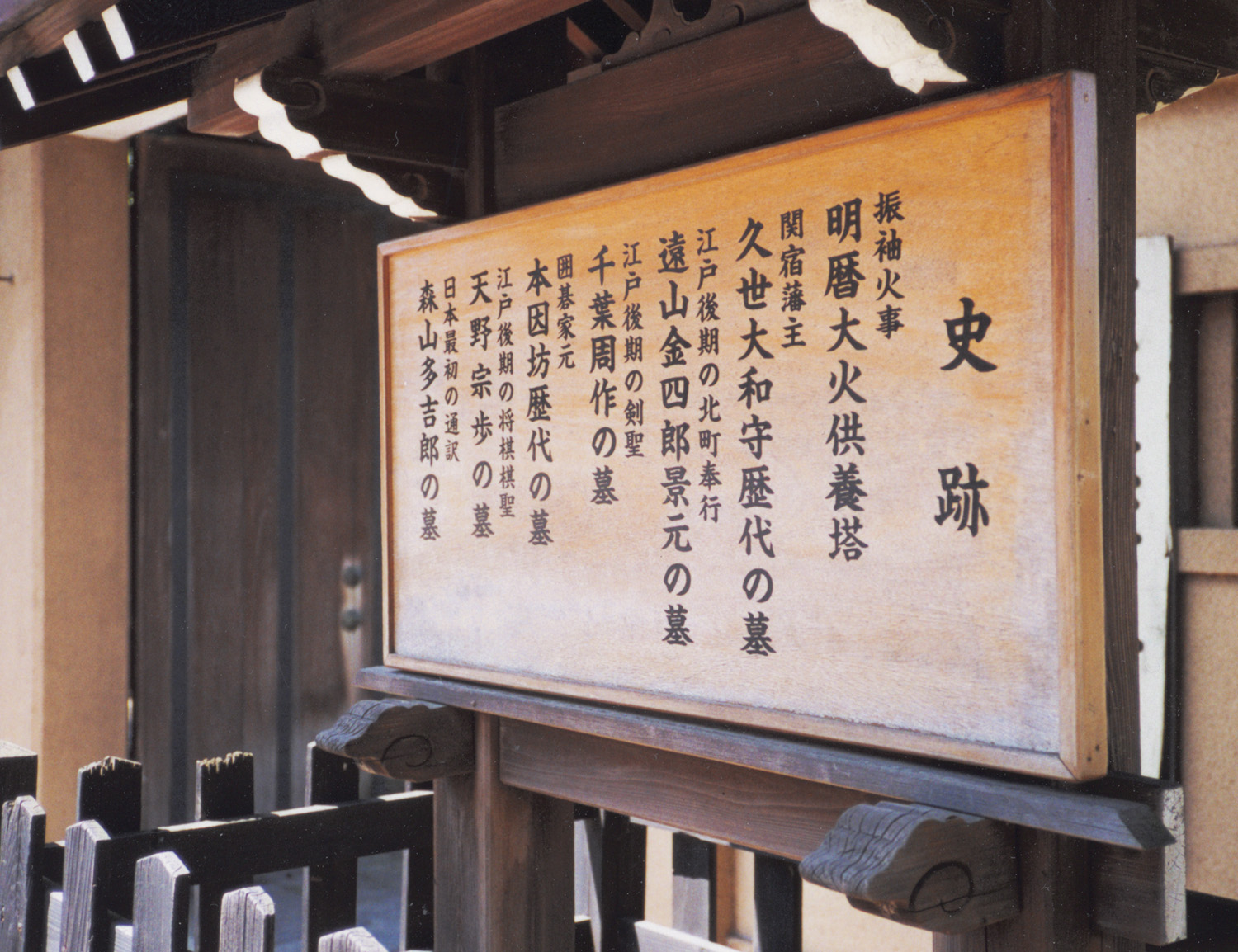
Marca histórica en recuerdo a las víctimas del Gran incendio de Meireki.

El Gran incendio de Meireki (明暦の大火 Meireki no taika?), también conocido como incendio Furisode, destruyó entre el 60 y el 70 % de la capital japonesa de Edo (hoy Tokio) el 2 de marzo de 1657. El incendio duró tres días y se estima que 100 000 personas perdieron la vida.
El fuego comenzó en el distrito Hongō y se extendió rápidamente a través de la ciudad debido a los fuertes vientos que azotaban desde el noroeste. Aunque Edo contaba con una brigada antincendios llamada Hikeshi (火消し, lit. "extinción del fuego"), no tenía la suficiente experiencia, no estaba bien equipada ni tenía los elementos necesarios para enfrentar tal situación.
Durante el segundo día los vientos cambiaron de dirección y las llamas se expandieron de las orillas del sur hacia el centro de la ciudad. Los hogares de los vasallos más cercanos al shōgun fueron destruidos por el fuego mientras que este avanzaba hacia el Castillo Edo. Aunque el edificio principal del castillo fue salvado, la mayoría de los edificios y casas de los sirvientes fueron destruidos. Finalmente, al tercer día el viento disminuyó y lo mismo las llamas, pero el denso humo evitó que se pudieran retirar los cuerpos y la reconstrucción comenzó días después.
Seis días después de que comenzara el incendio, monjes y otras personas comenzaron a transportar los cuerpos hacia Honjō, una comunidad a poca distancia de las afueras de la ciudad. En dicho lugar se cavaron zanjas y se quemaron los cuerpos. El Ekō-in (Salón de oración por los muertos) fue construido en el lugar.
Los trabajos de reconstrucción tardaron dos años y el shogunato aprovechó para reorganizar la ciudad. Bajo la dirección del Rōjū Matsudaira Nobutsuna las calles se hicieron más anchas y algunos distritos fueron reemplazados y organizados. Se tomó especial consideración en el centro mercantil de Edo. 
Este incendio es uno de los desastres más grandes de la historia de Japón. El número de muertos y la destrucción causada es casi comparable con el Gran terremoto de Kantō de 1923 y el bombardeo de Tokio de la Segunda Guerra Mundial.

## Leyenda
Se dice que existía un kimono que había pertenecido a tres jovencitas que habían muerto antes de poder lucirlo, por lo cual se consideró que esta prenda estaba maldita. Este hecho conmovió a un sacerdote, quien procedió a quemarlo en febrero del año 1657. Se cuenta que al momento de prenderlo, un gran viento atizó las llamas avivándolas al punto de no poder ser dominadas, lo que dio inicio al incendio.

## El incendio en la cultura popular
En la serie animada de Netflix Blue Eye Samurai, se hace referencia al gran incendio en el octavo capítulo, al final de la primera temporada.